# Інспектор
Інспектор — посадова особа, що виконує функції контролю, нагляду, або іншим чином провадить аналіз функціонування або статичного існування певних систем або їхньої сукупності, як у процесі взаємодії, так і без цього, й обов'язково має засоби впливу щодо зміни діяльності чи бездіяльності систем з метою приведення їх у відповідність до затверджених норм, законів тощо. Наприклад: інспектор поліції, інспектор охорони навколишнього середовища, податковий інспектор, страховий інспектор тощо.

## Звання в правоохоронних органах
- Інспектор міліції - спеціальне звання вищого начальницького складу міліції (ГУРСМ) НКВС СРСР в 1936 - 1943 роках.
- Інспектор поліції - звання в поліції Великої Британії та країнах Британської співдружності, а також в багатьох інших країнах .